# Patrick Richard (musicien)
Pour les articles homonymes, voir Patrick Richard et Richard.
Patrick Richard, né le 15 novembre 1959 à Fatick au Sénégal, est un auteur-compositeur-interprète de chants religieux français. Il est publié par le label Bayard Musique .
L'une de ses chansons les plus célèbres est Le Psaume de la Création,, cantique qu'il a composé lorsqu'il avait vingt cinq ans.
Il fait régulièrement des concerts, il est accompagné de Philippe Guevel .

## Biographie
Patrick Richard né en 1959 à Fatick au Sénégal.

## Discographie

### En tant qu'auteur, compositeur ou interprète (séparément ou en même temps)
- La belle aventure, 30 années de chansons (2016), ADF-Bayard Musique
- Me voici ! (2015), ADF-Bayard Musique
- Cap sur l'Évangile (2014), ADF-Bayard Musique
- Dieu si grand, Dieu si proche (2012), ADF-Bayard Musique
- Des valises sous les cieux (2011), ADF-Bayard Musique
- ABCD' airs (2009), ADF-Bayard Musique .